# Monroe City (Missouri)
|  | Dieser Artikel wurde aufgrund von inhaltlichen Mängeln auf der Qualitätssicherungsseite des Projektes USA eingetragen. Hilf mit, die Qualität dieses Artikels auf ein akzeptables Niveau zu bringen, und beteilige dich an der Diskussion! Eine nähere Beschreibung der zu behebenden Mängel fehlt. |

Monroe City (Missouri) ist eine City im amerikanischen Bundesstaat Missouri an der Nahtstelle von drei Countys: (Monroe, Ralls und Marion County). Das U.S. Census Bureau hat bei der Volkszählung 2020 eine Einwohnerzahl von 2652 ermittelt.
Die Stadt wurde im Jahre 1869 gegründet.
Mehrere Bauwerke in dieser Stadt sind in das National Register of Historic Places eingetragen.

## Söhne und Töchter der Stadt
- Helen Cornelius (1941–2025), Country-Sängerin
- Claude T. Smith (1932–1987), Komponist